# 北岳1939年冬季战役
{{POV-check}}
北岳1939年冬季战役，中国亦称北岳1939年冬季反“扫荡”，是中国抗日战争中中日双方发生的战役。
国民革命军第十八集团军作战108次，缴获山炮和野战炮各一门、掷弹筒9具、重机枪5挺、轻机枪16挺、步马枪400多支、炮弹170发、手榴弹300多枚、子弹4万多发、战马80多匹，日军高级军官辻村宪吉大佐及阿部规秀中将在围困中被击毙。